# جوزيف ويلوك
جوزيف ويلوك (بالإنجليزية: Joe Willock)‏ (20 أغسطس 1999 في المملكة المتحدة - ) هو لاعب كرة قدم بريطاني في مركز central midfielder ‏. لعب مع نادي أرسنال.

## وصلات خارجية
- جوزيف ويلوك على موقع الاتحاد الأوربي (الإنجليزية)
- جوزيف ويلوك على موقع إي إس بي إن إف سي (الإنجليزية)
- جوزيف ويلوك على موقع قاعدة بيانات كرة القدم.إي يو (الإنجليزية)
- جوزيف ويلوك على موقع Soccerbase.com (لاعب) (الإنجليزية)
- جوزيف ويلوك على موقع Soccerway.com (الإنجليزية)
- جوزيف ويلوك على موقع عالم كرة القدم.نت (الإنجليزية)